# Antoni Mikołajczyk
Antoni Mikołajczyk (ur. w 1939 w Siemianowicach, zm. w 2000 w Łodzi) – polski artysta multimedialny, fotograf, autor instalacji, cyklów fotografii i działań akcyjnych. Uczestnik niezależnego ruchu artystycznego.

## Życiorys
W 1967 roku ukończył studia na Wydziale Sztuk Pięknych Uniwersytetu im. Mikołaja Kopernika w Toruniu, gdzie w pracowni Bronisława Kierzkowskiego obronił dyplom z malarstwa. Wykładowca Uniwersytetu im. M. Kopernika w Toruniu oraz PWSSP (obecnie Akademia Sztuk Pięknych) w Łodzi i PWSSP (obecnie Uniwersytet Artystyczny) w Poznaniu. Od 1968 roku członek ZPAP, a od 1970 roku - ZPAF. Członek Studenckiego Twórczego Klubu Filmowego "Pętla", oraz grup artystycznych Krąg, Rytm, Zero-61 i Warsztat Formy Filmowej. W 1982 roku założył podziemny Punkt Konsultacyjny Sztuki, gromadzący dokumentacje aktywności artystycznej oraz publikacje z zakresu teorii sztuki i krytyki. Był współredaktorem niezależnego międzynarodowego wydawnictwa "Fabryka". W 1999 stypendysta Programu Fulbrighta na Florida Atlantic City University (USA).
Zmarł w Łodzi, pochowany na starym cmentarzu na Służewie w Warszawie.

## Prace w zbiorach
Muzeum Narodowe w Warszawie, Muzeum Narodowe we Wrocławiu, Muzeum Sztuki w Łodzi, Centrum Rzeźby Polskiej w Orońsku, Muzeum Okręgowe w Toruniu, Muzeum Ziemi Lubuskiej w Zielonej Górze, Wilhelm Lehmbruck Museum w Duisburgu, Museum Modern Art Hünfeld, Muzeum Ludwig w Kolonii, Stedelijk Museum w Amsterdamie, Folkwang Museum w Essen, Sammlung Hoffmann w Berlinie.